# Tapirus merriami
Tapirus merriami és una espècie extinta de mamífer perissodàctil de la família dels tapírids que visqué a Nord-amèrica des del Pliocè inferior fins al Plistocè superior, fa entre 14.000 anys i 4,7 milions d'anys. Se n'han trobat restes fòssils a Arizona i Califòrnia (Estats Units).
Els tapirs arribaren a Nord-amèrica fa molt de temps. Els primers fòssils de tapirs primitius al continent foren descoberts en roques de l'Eocè (fa 50 milions d'anys) de l'illa canadenca d'Ellesmere, que en aquella època tenia un clima temperat. 13 milions d'anys enrere ja hi havia tapirs molt semblants als actuals al sud de Califòrnia.
Se sap que quatre espècies de tapirs vivien a Nord-amèrica durant l'època del Plistocè. Juntament amb T. merriami, hi havia T. californicus a Califòrnia, T. veroensis a Florida, Geòrgia, Kansas, Missouri i Tennessee i T. copei des de Pensilvània fins a Florida.
Descobert i descrit per primera vegada el 1921 pel paleontòleg dels vertebrats estatunidenc Childs Frick, T. merriami visqué al mateix temps i, potser, molts dels mateixos llocs que T. californicus, es creu que preferia hàbitats situats terra endins, al sud de Califòrnia i Arizona. Igual que la resta de tapirs, se suposa que era una espècie relativament solitària.  Era la més grossa de les quatre espècies plistocenes de tapirs de Nord-amèrica. Era un herbívor corpulent de potes curtes, de cap gros i afuat i dotat d'una probòscide curta i musculada que li anava molt bé per arrancar fulles dels matolls.